# Обикновен мразовец
Обикновеният мразовец (Colchicum autumnale), известен още като кърпикожух (погрешно наричан есенен минзухар), е многогодишно растение от семейство Colchicaceae, образуващо дребна грудко-луковица.

## Разпространение
Растенията от този род произхождат от Европа и Западна Азия. У нас кърпикожухът расте по влажни тревисти места и храсталаци в равнините и планинските части. Среща се в цяла България.

## Описание
Както показва името му, цъфти през есента и цветът му много прилича на минзухар; независимо от външните прилики обаче, видът няма нищо общо с истинските минзухари (семейство Перуникови). Също така, за разлика от тях, обикновеният мразовец е отровен. Отличава се лесно от минзухарите по това, че цветовете му са с шест тичинки (при минзухарите са три) и листата му са много по-големи и широки от тези на минзухарите. Листата се развиват през пролетта и началото на лятото. Те имат миризма, напомняща тази на чесън. Листата отмират до цъфтежа на растението. От една луковица се развиват няколко цвята – до 6 – 7.

## Употреба
Мразовецът отдавна се използва с медицински цели. Да се внимава с употребата, тъй като растението се счита за отровно. Култивиран е и е едно от малкото луковични растения, които цъфтят през есента.

## Други
На кърпикожуха е наречена улица в квартал „Овча купел“ в София (Карта).